# 1173
Évszázadok: 11. század – 12. század – 13. század
Évtizedek: 1120-as évek – 1130-as évek – 1140-es évek – 1150-es évek – 1160-as évek – 1170-es évek – 1180-as évek – 1190-es évek – 1200-as évek – 1210-es évek – 1220-as évek
Évek: 1168 – 1169 – 1170 – 1171 –  1172 – 1173 – 1174 – 1175 – 1176 – 1177 – 1178

## Események
- január 13. – III. Béla magyar király koronázása. (Öccsét, a trónkövetelő Gézát Barancs várába záratja, aki később Ausztriába menekül.)[1]
- február 2. – III. Sándor pápa szentté avatja Becket Tamást.[2]
- Megkezdődik a pisai ferde torony építése.[3]
- IV. Boleszlávot fivére III. Mieszko követi a lengyel trónon.[4]
- II. Henrik angol király fiai fellázadnak a király ellen anyjuk, Aquitániai Eleonóra angol királyné támogatásával.[5]
- Először említik írásban Kolozs megyét, illetve ennek Tamás nevű ispánját (Thomas comes Clusiensis)[6]

## Születések
- Nagy Llywelyn walesi herceg
- II. Konrád sváb herceg

## Halálozások
- január 5. – IV. Boleszláv lengyel fejedelem (* 1120 vagy 1121)